# Liste der Bodendenkmäler in Erdweg
Auf dieser Seite sind die Bodendenkmäler in der oberbayerischen Gemeinde Erdweg zusammengestellt. Diese Tabelle ist eine Teilliste der Liste der Bodendenkmäler in Bayern. Grundlage ist die Bayerische Denkmalliste, die auf Basis des Bayerischen Denkmalschutzgesetzes vom 1. Oktober 1973 erstmals erstellt wurde und seither durch das Bayerische Landesamt für Denkmalpflege geführt wird. Die folgenden Angaben ersetzen nicht die rechtsverbindliche Auskunft der Denkmalschutzbehörde.

## Bodendenkmäler in Erdweg
| Lage       | Objekt | Akten-Nr.     | Bild |
| ---------- | --- | ------------- | ---- |
| (Standort) | Straße der römischen Kaiserzeit (Teilstück der Trasse Augsburg–Wels). | D-1-7633-0001 |      |
| (Standort) | Grabhügel vorgeschichtlicher Zeitstellung mit Nachbestattungen der römischen Kaiserzeit. | D-1-7633-0006 |      |
| (Standort) | Burgstall des hohen Mittelalters („Burg Glaneck“) sowie untertägige mittelalterliche und frühneuzeitliche Befunde im Bereich der katholischen Filialkirche St. Peter auf dem Petersberg mit abgegangenem Benediktinerkloster. | D-1-7633-0007 |      |
| (Standort) | Körpergräber des frühen Mittelalters. | D-1-7633-0009 |      |
| (Standort) | Villa rustica der römischen Kaiserzeit. | D-1-7633-0012 |      |
| (Standort) | Straße der römischen Kaiserzeit (Teilstück der Trasse Augsburg–Wels). | D-1-7633-0015 |      |
| (Standort) | Verebnetes Grabenwerk vor- und frühgeschichtlicher Zeitstellung. | D-1-7633-0016 |      |
| (Standort) | Siedlung der römischen Kaiserzeit sowie Hofwüstung der frühen Neuzeit. | D-1-7633-0017 |      |
| (Standort) | Siedlung der Bronzezeit und der Hallstattzeit. | D-1-7633-0018 |      |
| (Standort) | Grabhügel vorgeschichtlicher Zeitstellung. | D-1-7633-0031 |      |
| (Standort) | Verebnete Grabhügel vorgeschichtlicher Zeitstellung. | D-1-7633-0037 |      |
| (Standort) | Straße der römischen Kaiserzeit (Teilstück der Trasse Augsburg–Wels). | D-1-7633-0041 |      |
| (Standort) | Burgstall des hohen und späten Mittelalters („Burg Weikertshofen“). | D-1-7633-0110 |      |
| (Standort) | Untertägige mittelalterliche und frühneuzeitliche Befunde im Bereich der katholischen Filialkirche St. Alban von Eisenhofen und ihrer Vorgängerbauten.                                                                        | D-1-7633-0138 |      |
| (Standort) | Untertägige mittelalterliche und frühneuzeitliche Befunde im Bereich des ehemaligen Hofmarkschlosses Eisenhofen in Hof und seiner Vorgängerbauten.                                                                            | D-1-7633-0140 |      |
| (Standort) | Untertägige frühneuzeitliche Befunde im Bereich der Klausenkapelle Maria Hilf bei Walkertshofen. | D-1-7633-0144 |      |
| (Standort) | Untertägige mittelalterliche und frühneuzeitliche Befunde im Bereich der Pfarrkirche Mariä Himmelfahrt in Walkertshofen und ihrer Vorgängerbauten.                                                                            | D-1-7633-0145 |      |
| (Standort) | Untertägige spätmittelalterliche und frühneuzeitliche Befunde im Bereich der katholischen Filialkirche St. Gabinus in Unterweikertshofen und ihres Vorgängerbaus.                                                             | D-1-7633-0147 |      |
| (Standort) | Untertägige spätmittelalterliche und frühneuzeitliche Befunde im Bereich des Hofmarkschlosses Unterweikertshofen und seines Vorgängerbaus.                                                                                    | D-1-7633-0148 |      |
| (Standort) | Verebnete Grabhügel vorgeschichtlicher Zeitstellung. | D-1-7633-0150 |      |
| (Standort) | Untertägige mittelalterliche und frühneuzeitliche Befunde im Bereich der katholischen Pfarrkirche St. Martin in Kleinberghofen und ihrer Vorgängerbauten.                                                                     | D-1-7633-0152 |      |
| (Standort) | Untertägige mittelalterliche und frühneuzeitliche Befunde im Bereich der katholischen Pfarrkirche St. Peter in Welshofen und ihrer Vorgängerbauten.                                                                           | D-1-7633-0154 |      |
| (Standort) | Untertägige mittelalterliche und frühneuzeitliche Befunde im Bereich der katholischen Filialkirche St. Georg in Großberghofen und ihrer Vorgängerbauten.                                                                      | D-1-7633-0156 |      |
| (Standort) | Untertägige frühneuzeitliche Befunde im Bereich der katholischen Filialkirche St. Antonius in Oberhandenzhofen. | D-1-7633-0161 |      |
| (Standort) | Untertägige frühneuzeitliche Befunde im Bereich der katholischen Filialkirche St. Michael in Bogenried und ihres Vorgängerbaus.                                                                                               | D-1-7633-0163 |      |
| (Standort) | Siedlung der römischen Kaiserzeit. | D-1-7633-0201 |      |
| (Standort) | Grabhügel vorgeschichtlicher Zeitstellung. | D-1-7633-0205 |      |